# 真定國
真定國，漢代王國名。西汉置。治所为真定县（今河北省正定县南），属冀州刺史部。其轄境大致相當於今河北省正定縣、藁城、鹿泉與石家莊市市區一帶。

## 建置沿革
漢武帝元鼎四年（前113年），封常山宪王劉舜之子刘平为真定王，割常山郡治所真定县及附近数县置真定國。常山郡移治元氏县。漢宣帝地節三年（前67年），封真定王子侯国樂陽、桑中，入常山郡。元康四年（前62年），封王子侯国遽鄉，入常山郡，後於神爵二年（前60年）省併。汉成帝绥和元年（前8年），真定國领四縣：
- 真定縣（縣治在今正定縣西南）
- 稾城縣（縣治在今藁城市西南）
- 肥纍縣（縣治在今藁城市西）
- 綿曼縣（縣治在今鹿泉市北）

漢平帝元始二年（2年），有37126戶，178616人。
東漢建武二年（26年），光武帝封西漢真定王劉楊之子劉得為真定王。建武十三年（37年），貶真定王劉得為真定侯，真定國併入常山郡。此後，真定縣曾為常山郡、恒山郡、恒州、鎮州、真定府治所。清雍正元年（1723年）避雍正帝之諱，改真定為正定。

## 人物
- 光武郭皇后，名聖通，真定稾人。漢光武帝的首位皇后，其母為真定王劉楊之女。
- 趙雲：常山真定人，小說家在描寫趙雲形像，往往在｢來將通名｣時自稱｢吾乃常山趙子龍也！｣，但趙雲在對陣廝殺中是否以此與自報姓名，至今無解。